# Flavia Domitilla minore
Flavia Domitilla minore (latino: Flavia Domitilla minor; circa nel 45 – circa nel 66) è stata una augusta dell'Impero romano.

## Biografia
Figlia di Tito Flavio Vespasiano (il futuro imperatore) e di Flavia Domitilla Maggiore, fu sorella di Tito e Domiziano, Sposò Quinto Petilio Ceriale, morì intorno al 66, più o meno all'epoca della morte della madre, comunque prima che il padre fosse acclamato imperatore romano. Il fratello Domiziano la proclamò augusta nell'85.